# محمد العمر (إعلامي)
محمد إبراهيم العمر (16 يونيو 1980 -): صحافي تلفزيوني وكاتب سعودي يتناول جوانب الفكر والتنوير الاجتماعي، بالإضافة للشان السياسي، والحركات الإسلامية والتنظيمات المتطرفة، ومؤلف كتاب الطائرة الخامسة وكتاب أسطورة داعش وكتاب مفاهيم مختطفة وزل الطرب وكذلك حصتي من الحياة وسينما الأحواش

## نشأته
تعود عائلته (العمر) إلى محافظة المجمعة، وولد محمد العمر عام في 16 يونيو 1980  في مدينة الدمام ونشأ في محافظة الزلفي شمال العاصمة الرياض منذ العام 1981، وفي سن الثالثة عشر انخرط مع تيار الصحوة عبر المراكز الصيفية، التي كانت تقيمها المعاهد العلمية التابعة لـجامعة الإمام محمد بن سعود والتي يُشرف عليها التيارين الإخواني والسروري، حيث يسيطران على غالبية الأنشطة الاجتماعية في حقبة الثمانينات واوائل التسعينات من نهايات القرن العشرين.
درس في كلية الشريعة بجامعة الامام محمد بن سعود الإسلامية في الرياض، قبل أن يتحول إلى كلية العلوم الاجتماعية قسم علم النفس.
عند الصف الأول الثانوي في المعهد العلمي، توقف عن الدراسة بسبب التحاقه بالفكر المتشدد الذي حرّم التعليم النظامي

## حياته العملية
عمل في عدة قطاعات حكومية وخاصة، منها وزارة الشؤون الاجتماعية (وزارة الموارد البشرية والتنمية الاجتماعية) والهيئة العامة للسياحة والآثار (وزارة السياحة) وهيئة حقوق الإنسان.
التحق بالاعلام المرئي العام 2009 في قناة الإخبارية الفضائية السعودية كمراسل ميداني، قدم خلالها العديد من التقارير الاجتماعية والمحلية، وشارك في تغطية الحرب السعودية الحوثية على الحدود الجنوبية للمملكة العربية السعودية، وشارك في تغطيات للحج.
التحق بمجموعة إم بي سي (توضيح) كصحفي تلفزيوني منذ عام 2010 في دبي وقدم العديد من الفقرات والتقارير السياسية والاجتماعية، وتغطيات للثورات العربية التي اندلعت عام 2011 في تونس ومصر وليبيا واليمن وسوريا، وهو عضو فريق تطوير قنوات المجموعة وعضو مُحكم في دار مدارك للنشر.
تم إيقافه من الكتابة في صحيفة عكاظ اليوم بعد مقال أرجع فيه انتشار الشذوذ الجنسي وظاهرة الالحاد بالسعودية إلى الفكر المتشدد. ، انتقل للكتابة في جريدة الرؤية الإماراتية ككاتب اسبوعي.
في سبتمبر عام 2014 التحق بقناة روتانا خليجية كرئيس تحرير لبرنامج اتجاهات مع نادين البدير.
في أبريل عام 2015 عاد إلى مجموعة إم بي سي (توضيح) وتحديداً في قناة العربية.
في شهر نوفمبر من عام 2018 التحق للعمل في وزارة الصحة كـ كاتب محتوى.

## مؤلفاته

### الطائرة الخامسة
الذي يحكي فيه قصته مع التيار الصحوي ومن ثم التطور والانغماس مع التيارات المتشددة ووصولاً إلى التنظيم المتطرف «القاعدة» في أوائل بداياته في السعودية، والتزم على حضور سلسلة الدروس العلمية للدكتور سلمان العودة التي كان يقيمها في مدينة بريدة في التسعينات الميلادية، وحضر وقائع اعتقال «العودة»، وذكر في الكتاب مرحلة التطور الايديولوجي تجاه التطرف مروراً بوقائع واحداث، وتعريفاً بأهم وابرز التيارات والحركات الإسلامية التي برزت في تلك الحقبة في السعودية ورجالاتها، كما تطرق الكاتب وبالاسماء لأبرز رموز التيار الصحوي والتطرفي، كما تضمن الكتاب الاسباب التي جعلته ينشق في نهاية المطاف ويتجه إلى الاعتدال وهو في طريقه إلى أفغانستان.
كما ان القصة تُعبر عن مئات الشباب الذين غُرِّر بهم تجاه أفكار متطرفة، وأعطت صَفَحَاتها إشراقة حقيقية وواقعاً حدث في نهايات القرن الماضي عن أبطال رواية غيرَّوا في مسيرة البطل الرئيس لتَصفَ الفكر الذي هيمن في المجتمع السعودي آنذاك.

### اسطورة داعش
تناول فيه تنظيم الدولة الإسلامية في ظل تضارب المعلومات والتخمين والتوقعات، وحتى الإشاعات التي يسابق بعضها بعضا لتوضيح ماهيَّة وحقيقة نشأتها، وكذلك السيرة الكاملة لزعيمها أبو بكر البغدادي وتناول العمر المشهد التسلسلي الذي أدَّى لبروز هذا التنظيم.

### مفاهيم مختطفة
كتاب مفاهيم مختطفة، يتناول عدة قضايا معاصرة، بعضها مستحدث، وأخرى تُشكِّل مجموعة تراكمات أفرزتها تحولات زمنية ماضية، يتحدث الكتاب عن الإنسان وهوياته الكبرى والصغرى، وماهية الحقوق المكتسبة والمعطاة، وأيضاً الحرية ومفهومها، وماذا تعني عند أهل التجاذبات الفكرية والدينية، ولم يُغفل الكاتب مفهوم الليبرالية، وكيف جسدها البعض، وماذا طالها، كما يتطرق لجانب المرأة ومفهوم كيانها، وأيضاً ما تعانيه في بعض المجتمعات العربية، سواء على صعيد حريتها وأيضاً حقها وقوامتها لنفسها، كما تناول الكاتب جوانب متعلقة بالعنصرية والتطرف والإرهاب، وكذلك علاقة الفنون والتعليم بهم بين «النهوض أو الإذكاء»، كما أخذت الحضارات جانباً من التدوين، وربطها بالأجيال والشباب تحديداً، كما لعالم وسائل التواصل الاجتماعي جانب مهم، حيث تطرق الكاتب لحالة الفضاء اللإلكتروني وعلاقته بتغيير الديماغوجية، وكيف يُستغل إما لصالح أو لضد المجتمعات، الكتاب الذي يقع في 126 صفحة، يقول عنه الكاتب، أنه يحمل عناوين تندرج تحتها نقاط متسلسلة لتكون الفكرة الأساسية مترابطة، وتصل المعلومة للقارئ بشكل غير معقد، ويبتعد المحتوى كل البعد عن الرؤية الفلسفية البحتة.

### سينما الأحواش
يرصد بايجاز الحركة السينمائية في السعودية منذ ثلاثينيات القرن الماضي وتحولاتها.

### زل الطرب
يرصد وبايجاز حركة المهرجانات الغنائية في السعودية منذ ستينيات القرن الماضي والمنعطفات التي تعرضت لها بسبب عوامل دينية واجتماعية.

### حصتي من الحياة
كتاب يتناول تطوير الذات، وشاركت فيه ابنته طفلته حصة برسوماتها التشكيلية.

### داعش -الافكار-التمويل-الاخوان
قدَّم محمد العمر بحثاً ضمن مجموعة من الكُتَّاب والباحثين لصالح مركز المسبار للدراسات والبحوث، تحت عنوان «داعش معضلة التمويل وخفاياه».

## وصلات خارجية
- الموقع الرسمي للكاتب محمد العمر